# Daphne laureola
Daphne laureola es una especie de planta fanerógama perteneciente a la familia Thymelaeaceae.

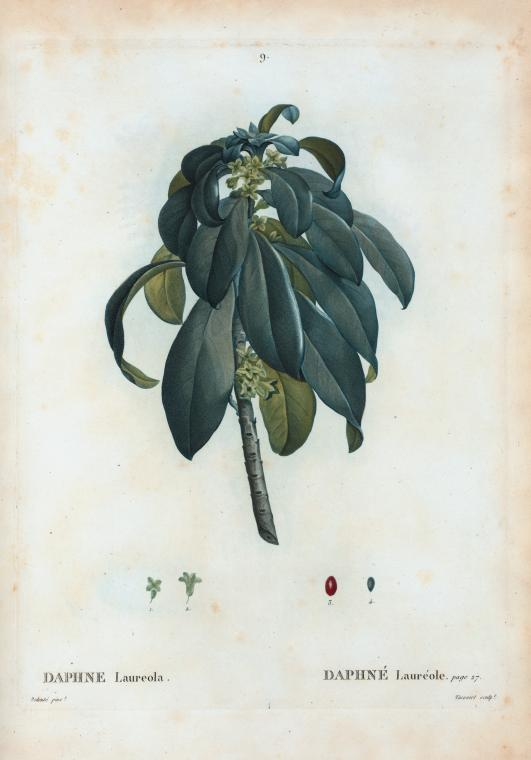
Ilustración

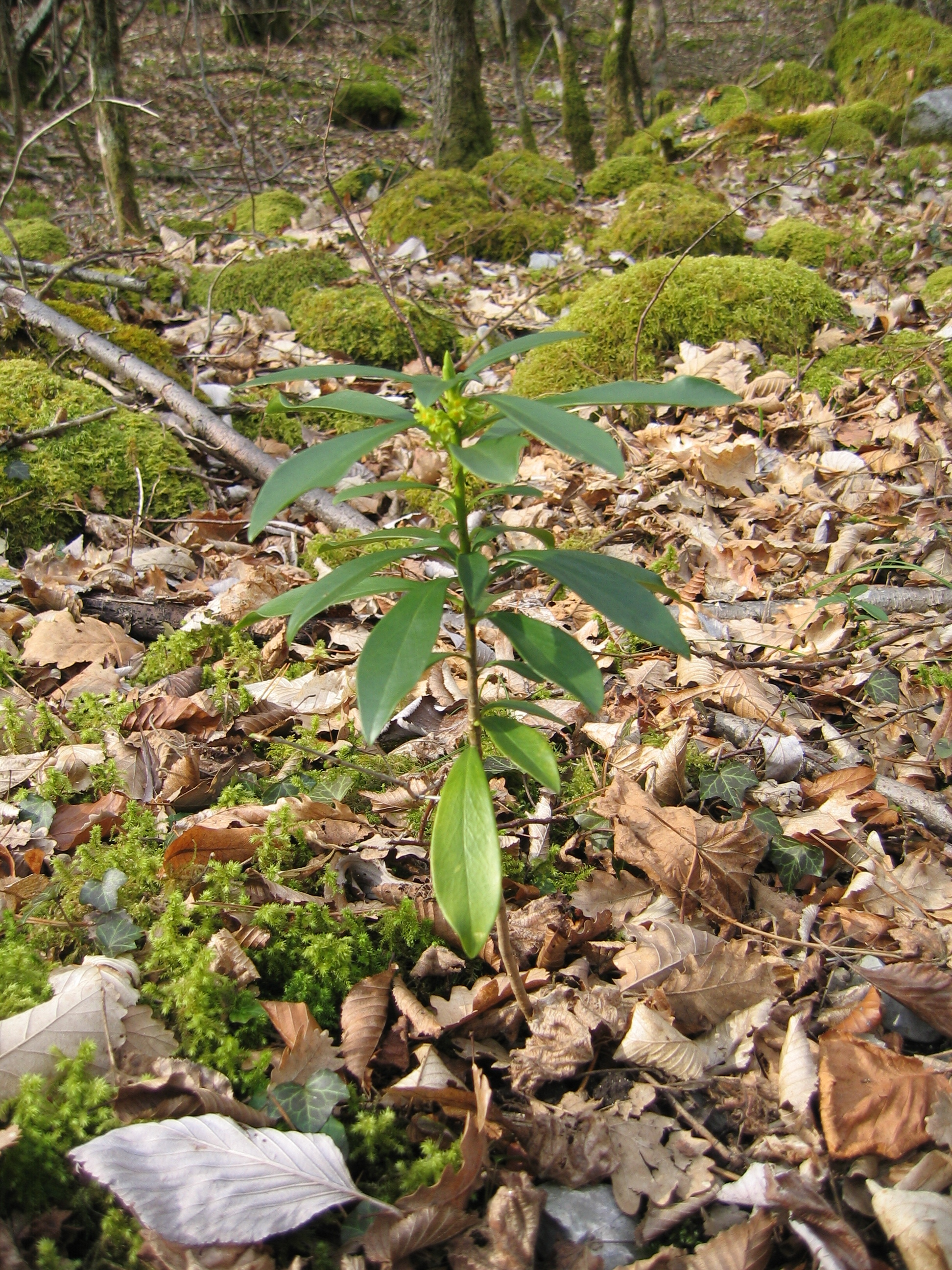
Vista de la planta en su hábitat

## Hábitat
Es una de las dos especies nativas de Gran Bretaña, la otra es Daphne mezereum, ambas tienen una fuerte preferencia por los suelos alcalinos y comúnmente se encuentran en las zonas de piedra caliza. D. laureola es nativa también de gran parte de Europa y se extiende a Argelia, Marruecos y las Azores. Sin embargo, a diferencia de D. mezereum, es una planta perenne con flores de color verde amarillento que aparecen muy temprano en la primavera. Tiene bayas, que son venenosas para los seres humanos, pero no para las aves. Todas las partes de las plantas son venenosas.  La savia se sabe que causa erupciones en la piel por contacto.

## Descripción
D. laureola alcanza una altura de 0,5-1,5 metros. La posición de este arbusto puede ser vertical o decumbente (arco en la base, luego propagación hacia arriba). La corteza es fina y de color gris-amarillo cuando madura, mientras que los tallos inmaduros son verdes.
Las hojas alternas suelen formar densos verticilos que pueden vestir todas las ramas. Las hojas son oblanceoladas a obovado-oblanceoladas de 2-13 cm de longitud y 1-3 cm de ancho. Son glabras de color verde oscuro y brillantes en la superficie superior y más ligeros en color por debajo.

## Propiedades
Es utilizado como laxante, purgante, vesicante. Las bayas son venenosas.
Principios activos
Los compuestos tóxicos son la dafnetoxina (corteza) y la mecereína (semillas).

## Taxonomía
Daphne laureola fue descrita por Carlos Linneo y publicado en Species Plantarum 1: 357. 1753.
Etimología]
Daphne; nombre genérico que lo encontramos mencionado por primera vez en los escritos del médico, farmacéutico y botánico griego que practicaba en la antigua Roma; Dioscórides (Anazarba, Cilicia, en Asia Menor, c. 40 - c. 90). Probablemente en la denominación de algunas plantas de este género se recuerda la leyenda de Apolo y Dafne. El nombre de Daphne en griego significa "laurel", ya que las hojas de estas plantas son muy similares a las del laurel.
laureola: epíteto latino que significa "pequeña corona de laurel"
Sinonimia
- Daphne paniculata Lam.[7]
- Daphne arvernensis Gand.
- Daphne cantabrica Willk.
- Daphne kabylica Chabert
- Daphne major Lam.
- Daphne multiflora Thore ex Rchb.
- Daphne pycnophylla Gand.
- Daphne sempervirens Salisb.
- Laureola mas Garsault
- Laureola sempervirens C. Bauhin ex Fourr.
- Thymelaea laureola (L.) Scop.[8]

## Nombres comunes
- Aberón, adelfilla, adicola, barrabón, bucheta, buxeta, driola, dríola, estefa, estepa, herrera, hierba del lobado, hierba lobadá, laberón, laureola, laureola macho, laureola siempreverde, laureol bajo, laureolo, lauréola, lauréola macho, lauromala, laurel, mata de veneno, ríola, salabionda, saladeja, salamonda, salamunda, saldeja, salimonda, saradona, solimán, torvisco macho, trovisco macho, veneno, zaradona.[7]
- hoja de san Pedro[9]